# أم النذور (رواية)
أم النذور هي رواية للكاتب السعودي عبد الرحمن منيف صدرت بعد وفاته عام 2005. كتب منيف الرواية في بداياته، حيث تُشير في الصفحة الأخيرة إلى أنها كتبت عام 1970 عندما كان الكاتب في العاصمة السورية دمشق، ما يعني أن الرواية كانت أولى رواياته كتابةً رغم أنها لم تُنشر إلاّ بعد وفاته، وتحديداً عام 2005.

## القصة
| لا نجرؤ على السؤال. الاسئلة تتولد في رؤوسنا كل لحظة، ولكننا نخاف من طرحها في هذا الجو العصبي الغامض. |
| —اقتباس من الرواية                                                                                   |